# فيلاكونيخوس دي تراباجي
بلدية فيلاكونيخوس دي تراباجي (بالإسبانية: Villaconejos de Trabaque)‏، هي إحدى بلديات مقاطعة قونكة إحدى مقاطعات إسبانيا، و التي تقع في منطقة قشتالة لا منتشا وسط البلاد, و المائلة لجهة الشرق من إسبانيا.
يبلغ عدد سكانها 429 نسمة وفقاً لإحصائية سنة (2007).